# Erablur
Erablur (en arménien Եռաբլուր) est un cimetière militaire situé sur les hauteurs d'Erevan en Arménie et créé en 1988, Erablur est entre autres dédié aux victimes militaires de la guerre du Haut-Karabagh. On dénombre 741 tombes dans le cimetière.

## Personnalités enterrées à Erablur
- Andranik Ozanian, mort en 1952, inhumé à Erablur en 1998[3]
- Monte Melkonian
- Vazgen Sargsian
- Sossé Mayrig
- Garo Kahkejian
- Gurgen Margarian
- Movses Gorgissian